# Sukcinat-KoA ligaza (formira ADP)
Sukcinat-KoA ligaza (formira ADP) (EC 6.2.1.5, sukcinil-KoA sintetaza (formira ADP), sukcinska tiokinaza, sukcinatna tiokinaza, sukcinil-KoA sintetaza, sukcinil koenzim A sintetaza (formira adenozin difosfat), sukcinil koenzim A sintetaza, A-STK (adenin nukleotid-vezani sukcinat tiokinaza), STK, A-SCS) je enzim sa sistematskim imenom sukcinat:KoA ligaza (formira ADP). Ovaj enzim katalizuje sledeću hemijsku reakciju
ATP + sukcinat + KoA {\displaystyle \rightleftharpoons } ADP + fosfat + sukcinil-KoA

## Spoljašnje veze
- Succinate---CoA+ligase+(ADP-forming) на 